# سیارک ۷۳۶۳۷
سیارک ۷۳۶۳۷ (به انگلیسی: 73637 Guneus، نامگذاری:1973SX1) هفتاد و سه هزار و ششصد و سی و هفتمین سیارک کشف شده‌است که در ۱۹ سپتامبر ۱۹۷۳ کشف شد.